# The Boy with No Name
Albums de Travis
12 Memories
(2003) Ode to J. Smith
(2008)
The Boy With No Name est un album du groupe de rock écossais Travis, sorti en 2007, chez Epic.

## Pistes
| No  | Titre                              | Durée |
| --- | ---------------------------------- | ----- |
| 1.  | 3 times and you lose               |       |
| 2.  | Selfish Jean                       |       |
| 3.  | Closer                             |       |
| 4.  | Big chair                          |       |
| 5.  | Battleships                        |       |
| 6.  | Eyes wide open                     |       |
| 7.  | My eyes                            |       |
| 8.  | One night                          |       |
| 9.  | Under the moonlight                |       |
| 10. | Out in space                       |       |
| 11. | Colder                             |       |
| 12. | New Amsterdam                      |       |
| 13. | Sailing Away (piste cachée)        |       |
| 14. | Perfect Heaven Space (piste bonus) |       |